# Anchusa puechii
Anchusa puechii är en strävbladig växtart som beskrevs av B. Valdes. Anchusa puechii ingår i släktet oxtungor, och familjen strävbladiga växter. Inga underarter finns listade i Catalogue of Life.